# Distretto di Pathum Ratchawongsa
Il distretto di Pathum Ratchawongsa (in thailandese: ปทุมราชวงศา) è un distretto (amphoe) della Thailandia, situato nella provincia di Amnat Charoen.